# Jakob Napoleon Romsaas
Jakob Napoleon Romsaas, né le 16 mai 2004 à Oslo en Norvège, est un footballeur norvégien qui joue au poste d'avant-centre au Charleroi SC, en Belgique.

## Biographie

### Carrière en club
Jakob Napoleon Romsaas est formé par le Skeid Fotball, où il signe son premier contrat professionnel à l'été 2021,. Il commence dans la foulée sa carrière professionnelle en championnat de Norvège de troisième division. Son équipe ayant remporté la promotion en deuxième division, il s'y illustre en 2022, attirant l'attention des meilleurs clubs norvégiens,.
En février 2023, il est transféré au Tromsø IL en championnat de Norvège,. Il s'impose alors comme un des éléments offensifs les plus en vue du championnat dans la deuxième partie de la saison 2023,,,,.
Il commence ensuite la saison 2024 comme titulaire incontestable,, retrouvant le chemin des filets dès le premier match de Coupe contre le Sortland IL,.
Le 13 juin 2025, Jakob Napoleon Romsaas quitte la Norvège pour signer un contrat portant sur deux saisons, soit jusqu'en juin 2027, au Sporting de Charleroi, en Belgique.

### Carrière en sélection
En octobre 2023, Jakob Napoleon Romsaas est convoqué pour la première fois avec l'équipe de Norvège des moins de 20 ans,, alors qu'il a déjà été appelé avec la Norvège espoirs.

## Palmarès
Skeid Fotball
- Championnat de Norvège de troisième division
  - Champion en 2021